# Municipalità locale di Abaqulusi
Abaqulusi è una municipalità locale (in inglese Abaqulusi Local Municipality) appartenente alla municipalità distrettuale di Zululand della provincia di KwaZulu-Natal in Sudafrica. 
In base al censimento del 2001 la sua popolazione è di 191.018 abitanti.
La sede amministrativa e legislativa è la città di Vryheid e il suo territorio si estende su una superficie di 4.184 km² ed è suddiviso in 20 circoscrizioni elettorali (wards). Il suo codice di distretto è KZN263.

## Geografia fisica

### Confini
La municipalità locale di Abaqulusi confina a nord con quella di eDumbe, a nord e a est con quella di uPhongolo, a est con quella di Nongoma, a est e a sud con quella di Ulundi, a sud e a ovest con quella di Nquthu (Umzinyathi) e a ovest con quella di Emadlangeni (Amajuba).

### Città e comuni
- Alpha
- Bhekuzulu
- Calvert
- Coronation
- eMondlo
- Hlahlindlela
- Hlobane
- Glückstadt
- Kandas Prison
- Khambi
- Louwsburg
- Ngome
- Ngotshe
- Ntabebomvu
- Scheepersnek
- Steilrand
- Swart Umfolozi
- Vryheid
- Vulindlela
- Zulu/Khambi

### Fiumi
- Bululwana
- Ishoba
- Ithalu
- Jojosi
- Manzana
- Mhulumbele
- Mkuze
- Mvunyane
- Nsonto
- Sihlengeni
- Sikwebezi
- Swart Mfolozi
- Wit Mfolozi

### Dighe
- Bloemvelddam
- Coronation Dam
- Grootgewaagdam
- Hlobane Dam
- Klipfonteindam